# Trichosetodes karapatradhara
Trichosetodes karapatradhara är en nattsländeart som beskrevs av Schmid 1987. Trichosetodes karapatradhara ingår i släktet Trichosetodes och familjen långhornssländor. Inga underarter finns listade i Catalogue of Life.